# Phanoperla incompleta
Phanoperla incompleta är en bäcksländeart som beskrevs av Peter Zwick 1986. Phanoperla incompleta ingår i släktet Phanoperla och familjen jättebäcksländor. Inga underarter finns listade i Catalogue of Life.